# Za drzwiami Actors Studio

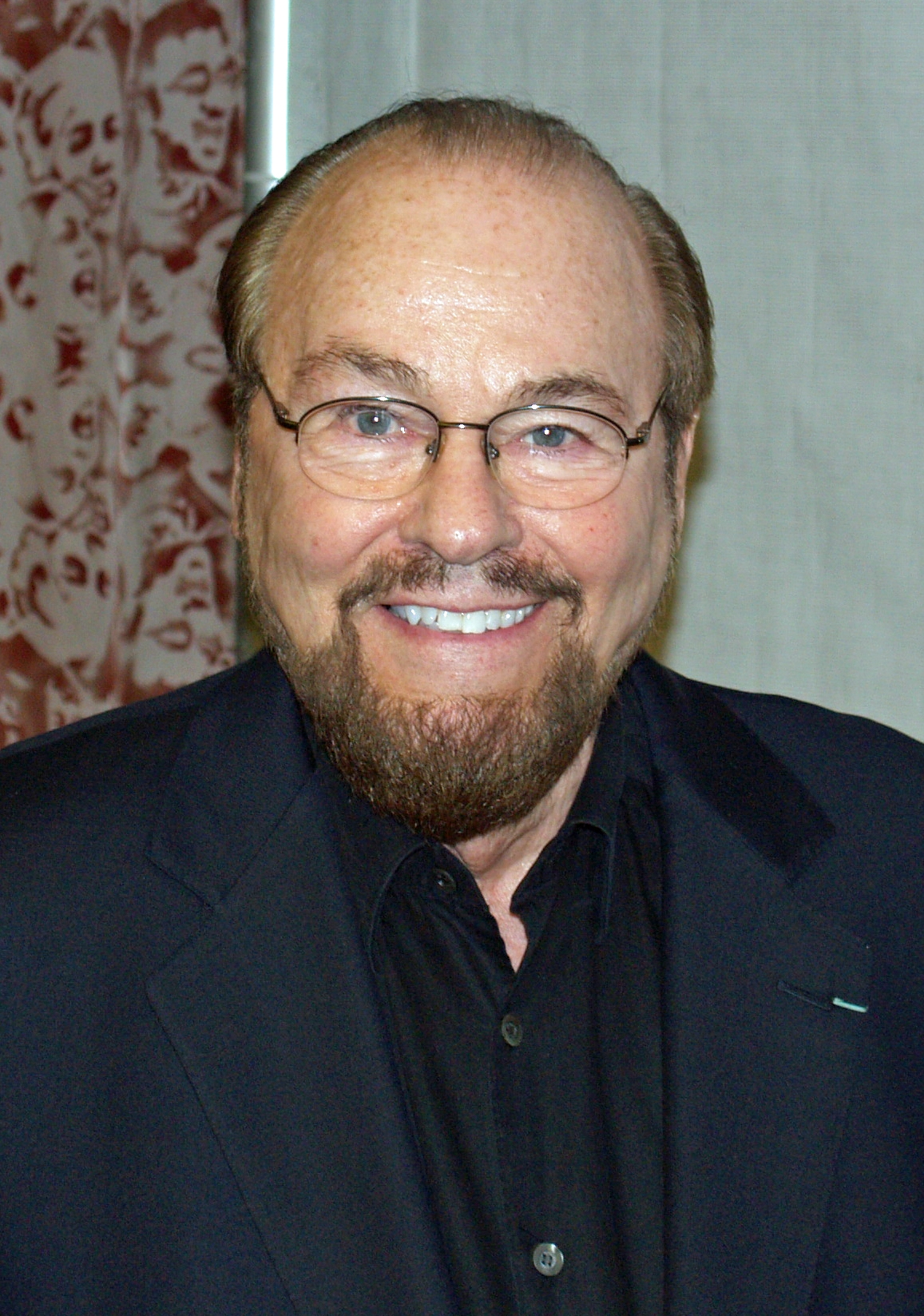
James Lipton, prowadzący program

Za drzwiami Actors Studio (ang. Inside the Actors Studio) – amerykański talk-show prowadzony przez Jamesa Liptona. Produkowany i reżyserowany przez Jeffa Wurtza. Program, który miał premierę w 1994 roku obejrzano w 79 milionach amerykańskich domach i w 125 krajach na całym świecie. Nagrywany w Centrum Sztuki im. Michaela Schimmela na Uniwersytecie Pace w Nowym Jorku.

## O programie
Program zaczął jako wyemitowane w telewizji seminarium rzemieślnicze dla uczniów Actors Studio Drama School (Szkoła Teatralna Actors Studio). Początkowo program był nagrywany w New School University. Jednak w maju 2005, kontrakt między Actors Studio i New School University nie został odnowiony. Począwszy od dwunastego sezonu, na jesień 2005, program został nagrany w Centrum Sztuki im. Michaela Schimmela na Uniwersytecie Pace w Nowym Jorku. Program teraz ma nowe dekoracje.
Od czasu jego premiery, Inside the Actors Studio zaprosiło ponad 200 gości. Wśród nich było 74 laureatów Oscara: 8 reżyserów, 4 scenarzystów, 61 aktorów i aktorek, i 2 muzyków. Większa część z widowiska jest indywidualnym wywiadem prowadzonym przez Jamesa Liptona. Następnym etapem jest przeprowadzenie kwestionariusza. Pojęcie kwestionariusza zostało wymyślone przez francuską osobowość telewizyjną Bernarda Pivot (późniejszy Proust Questionnaire). Dziesięć pytań, które Lipton zadaje to:
1. Twoje ulubione słowo?
2. Słowo którego nie lubisz?
3. Co pociąga cię twórczo, na duchu albo emocjonalnie?
4. Co odrzuca cię twórczo, na duchu albo emocjonalnie?
5. Jaki dźwięk kochasz?
6. Jakiego dźwięku nie cierpisz?
7. Twoje ulubione przekleństwo?
8. Jakiego zawodu poza twoim własnym chciałbyś spróbować?
9. Jakiego zawodu nie chciałbyś uprawiać?
10. Jeśli niebo istnieje, co chciałbyś usłyszeć od Boga u bram raju?

Konkluzją programu są zazwyczaj pytania publiczności (studentów Szkoły Teatralnej Actors Studio).

## Goście
Lista niektórych gości programu.
| - Ben Affleck - Alan Alda - Tim Allen - Lauren Bacall - Alec Baldwin - Antonio Banderas - Ellen Barkin - Roseanne Barr - Drew Barrymore - Kim Basinger - Kathy Bates - Ned Beatty - Juliette Binoche - Cate Blanchett - Jeff Bridges - Matthew Broderick - Pierce Brosnan - Carol Burnett - Ellen Burstyn - Steve Buscemi - Gabriel Byrne - James Caan - Nicolas Cage - Michael Caine - George Carlin - Jim Carrey - Stockard Channing - Dave Chappelle - Don Cheadle - Glenn Close - Jennifer Connelly - Bradley Cooper - Francis Ford Coppola - Kevin Costner - Russell Crowe - Tom Cruise - Billy Crystal - John Cusack - Willem Dafoe - Matt Damon - Geena Davis - Robert De Niro | - Johnny Depp - Cameron Diaz - Matt Dillon - Stanley Donen - Michael Douglas - Robert Downey Jr. - Julia Louis-Dreyfus - Richard Dreyfuss - David Duchovny - Olympia Dukakis - Faye Dunaway - Clint Eastwood - Peter Falk - Sally Field - Colin Firth - Ralph Fiennes - Laurence Fishburne - Jane Fonda - Harrison Ford - Jodie Foster - Michael J. Fox - Jamie Foxx - James Franco - Morgan Freeman - James Gandolfini - Andy García - Richard Gere - Danny Glover - Whoopi Goldberg - William Goldman - John Goodman - Hugh Grant - Lee Grant - Melanie Griffith - Gene Hackman - Tom Hanks - Ed Harris - Teri Hatcher - Ethan Hawke - Salma Hayek - Dustin Hoffman | - Philip Seymour Hoffman - Anthony Hopkins - Dennis Hopper - Ron Howard - Helen Hunt - Holly Hunter - John Hurt - Anjelica Huston - Jeremy Irons - Hugh Jackman - Anne Jackson (with Eli Wallach) - Samuel L. Jackson - Hugh Laurie - Norman Jewison - Billy Joel - Elton John - Angelina Jolie - Tommy Lee Jones - Harvey Keitel - Val Kilmer - Ben Kingsley - Kevin Kline - Martin Landau - Diane Lane - Nathan Lane - Jessica Lange - Queen Latifah - Hugh Laurie - Jude Law - Martin Lawrence - Spike Lee - Jennifer Jason Leigh - Jack Lemmon - Jay Leno - Jerry Lewis - Jennifer Lopez - Sidney Lumet - Shirley MacLaine | - William H. Macy - Mary Stuart Masterson - Ian McKellen - Bette Midler - Arthur Miller - Liza Minnelli - Julianne Moore - Mary Tyler Moore - Jeanne Moreau - Eddie Murphy - Mike Myers - Paul Newman - Mike Nichols - Edward Norton - Rosie O’Donnell - Al Pacino - Gwyneth Paltrow - Sarah Jessica Parker - Estelle Parsons - Arthur Penn - Sean Penn - Bernadette Peters - Michelle Pfeiffer - Sydney Pollack - Natalie Portman - Dennis Quaid - Anthony Quinn - Robert Redford - Vanessa Redgrave - Christopher Reeve - Burt Reynolds - Tim Robbins - Julia Roberts - Chris Rock - Diana Ross - Mark Ruffalo - Meg Ryan - Mark Rydell - Susan Sarandon | - Martin Scorsese - Kyra Sedgwick - Charlie Sheen - Martin Sheen - Martin Short - Neil Simon - Gary Sinise - Will Smith - Stephen Sondheim - Sissy Spacek - Kevin Spacey - Steven Spielberg - Sylvester Stallone - Ben Stiller - Sharon Stone - Meryl Streep - Barbra Streisand - Donald Sutherland - Kiefer Sutherland - Charlize Theron - Billy Bob Thornton - Benicio del Toro - John Travolta - Mark Wahlberg - Christopher Walken - Eli Wallach (with Anne Jackson) - Barbara Walters - Naomi Watts - Sigourney Weaver - Forest Whitaker - Gene Wilder - Robin Williams - Bruce Willis - Debra Winger - Kate Winslet - Shelley Winters - James Woods - Joanne Woodward - Renée Zellweger - Jennifer Aniston |